# Пешћера Маре
Пешћера Маре је археолошки локалитет који се налази у истоименој пећини на пола пута од Бољетина до Доњег Милановца, 240 м.н.в.
Улаз у пећину, окренут ка североистоку, достиже висину од 10m, сама дубина пећине је око 65m, унутрашњост је сува и сужава се према крају у облику левка. Пећина, у којој су откривени трагови сталног насеља, била је насељена током позног бакарног доба (Костолац-Коцофени) и старијег гвозденог доба (Басараби). Покојници су сахрањивани у опруженом положају, паралелно са током реке. 
Нађена су и два скулптована облутка, украшена геометријским мотивима. На горњим, степенасто распоређеним терасама, постојало је мање насеље у касном бронзаном и раном гвозденом добу. Њему припадају скромни остаци сачуване архитектуре - четвороугаоне куће са овалним и потковичастим пећима. Потврђен је само један хоризонт становања. Највећи део керамичког материјала припада касном бронзаном добу (група Жуто брдо) и раном гвозденом добу (рана култура Басараби). Судећи по керамици прикупљеној током рекогносцирања доњих тераса локалитета, претпоставља се да је у касном енеолиту постојало мање насеље групе Коцофени које се пружало дуж саме обале Дунава. Континуитет између енеолита и касног бронзаног доба на овом месту није потврђен, мада је могућ, с обзиром на постојање насеља из других праисторијских периода на оближњим локалитетима. 
На Хајдучкој воденици утврђене су три фазе живота из античког периода: прва припада другој половини 1. и 2. века и односи се на насеље са израженом аутохтоном, дачком компонентом, следи прво утврђење из друге половине 4. века, које је уништено у најезди Хуна 441/443. године и трећа фаза која почиње обновом фортификације за владавине Јустијана I у 6. веку и завршава се крајем истог века.